# Иртыш (автодорога)
Федера́льная автомоби́льная доро́га Р254 «Иртыш» — автомобильная дорога федерального значения Челябинск — Курган — Омск — Новосибирск. Является частью европейского маршрута E 30. А также является формальным продолжением на восток трассы М5 «Урал», вместе с которой входит в состав азиатского маршрута AH6. Автодорога «Иртыш» отнесена к автомобильным дорогам федерального значения как соединяющая между собой административные центры субъектов России, что обозначается префиксом Р в её названии.
На трассе Р-254 «Иртыш» есть автозаправочные станции «Газпром Нефть» (25), «Роснефть» (21), «Башнефть» (6), «Татнефть» (2), «Лукойл» (4).

## Маршрут

### Р254«Иртыш»Челябинск—Курган—Петропавловск—Омск—Новосибирск
- Протяженность: 1528 км
- Дорога на всем протяжении имеет асфальтобетонное (имеются участки бетонного полотна на участке Омск — Новосибирск) покрытие с шириной проезжей части 7-8 м.

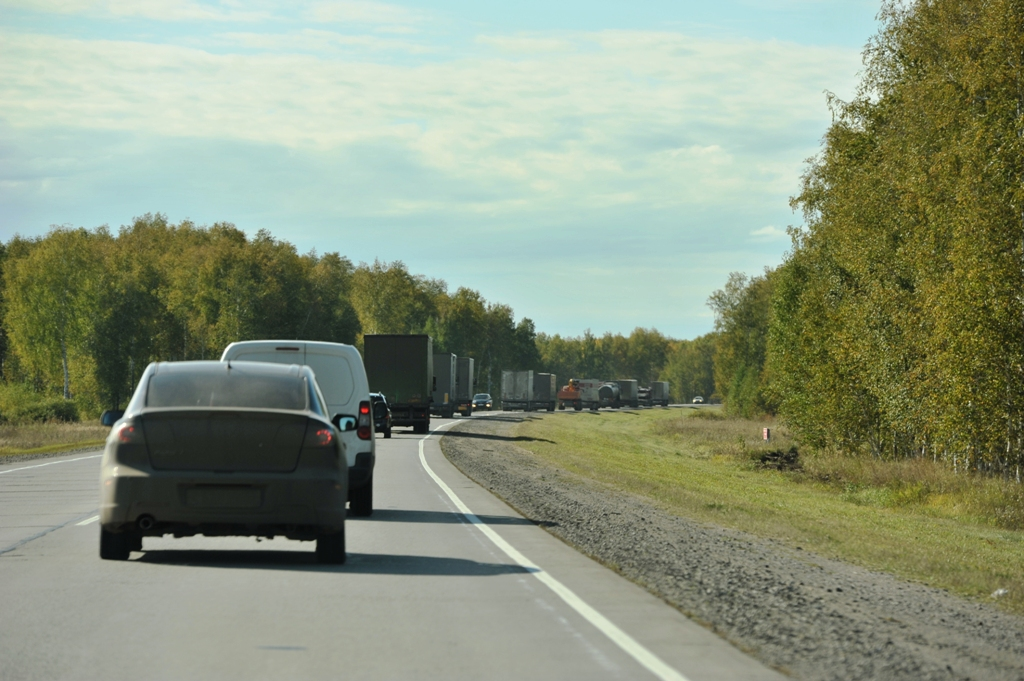
Автодорога Р254

- Средняя температура января изменяется по трассе от −14°С до −20°С.
- Опасными для движения являются участки:

с крутым спуском (234 км);
с крутыми поворотами (790 км, 871 км, 890 км, 956 км);
с ограниченной видимостью (15 км, 234 км, 890 км).
- Дорога пересекает значительные реки Тобол, Иртыш, Ишим, Обь.
- Все мосты имеют грузоподъемность 60-80 т.
- Данные сервисного обслуживания:
- Пункты медицинской помощи: 859, 904, 942 (1), 1316 (3), 1399 (3), 1415 (6).
- Посты ГАИ: 27, 95, 126, 171, 207, 295, 396, 443, 763 (законсервирован), 812, 838 (законсервирован), 997.
- Расстояния до объектов даны в км от начала дороги.
- Пункты питания расположены на трассе в среднем через 100—125 км.
- Через Северный обход г. Новосибирска автодорога переходит в Р255, на протяжении 27 км от поста ДПС на Северном обходе г. Новосибирска до п. Сокур — четыре полосы (по две полосы в каждую сторону с разделением потоков, действует с 10 ноября 2011г).
- Дорога проходит по территории Челябинской, Курганской, Омской и Новосибирской области (часть дороги на протяжении 190 км по территории Казахстана)[6].

### Р402Участок черезИшим
Для тех, кто не желает или не имеет возможности проходить 4 пункта пограничного контроля (2 российских и 2 казахстанских) участок по территории Казахстана можно объехать, свернув в направлении на Ишим. Это можно сделать у Макушино, повернув в направлении Обутковское — Казаркино — Долгие — Частоозерье или у Петухово, повернув в направлении Утчанское — Волчье — Окунёвка — Частоозерье. Далее нужно ехать через Бердюжье (Тюменская область). После Ишима маршрут до Омска проходит через Абатское и Тюкалинск.
До реконструкции данный участок автодороги имел у водителей дурную репутацию в связи с заторами, хронически плохим состоянием дорожного полотна и ежегодными ремонтами.

## Галерея

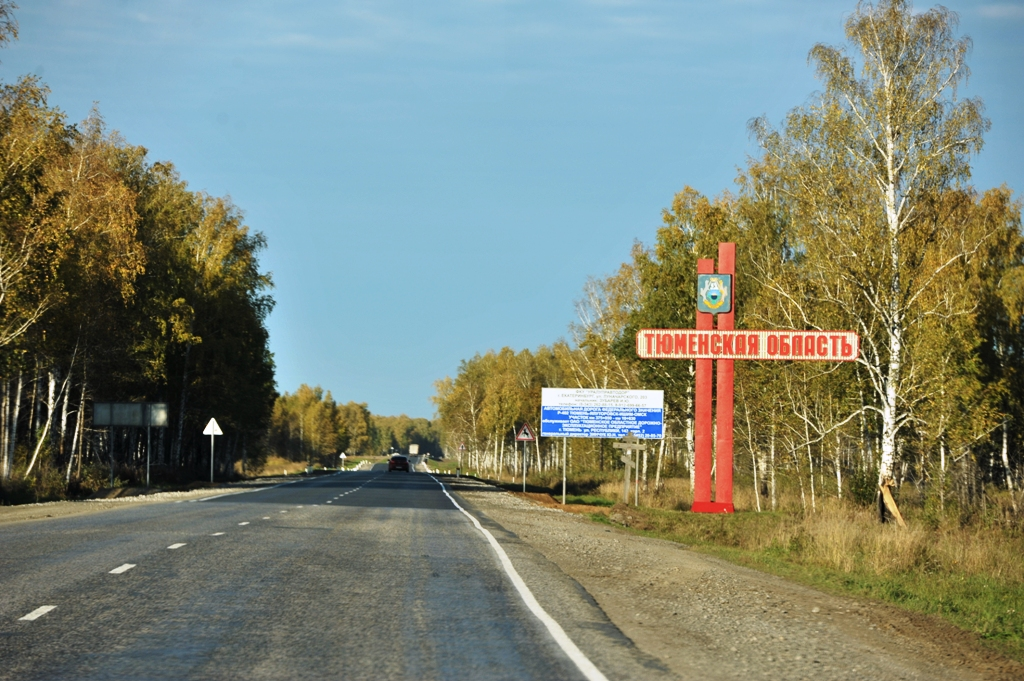
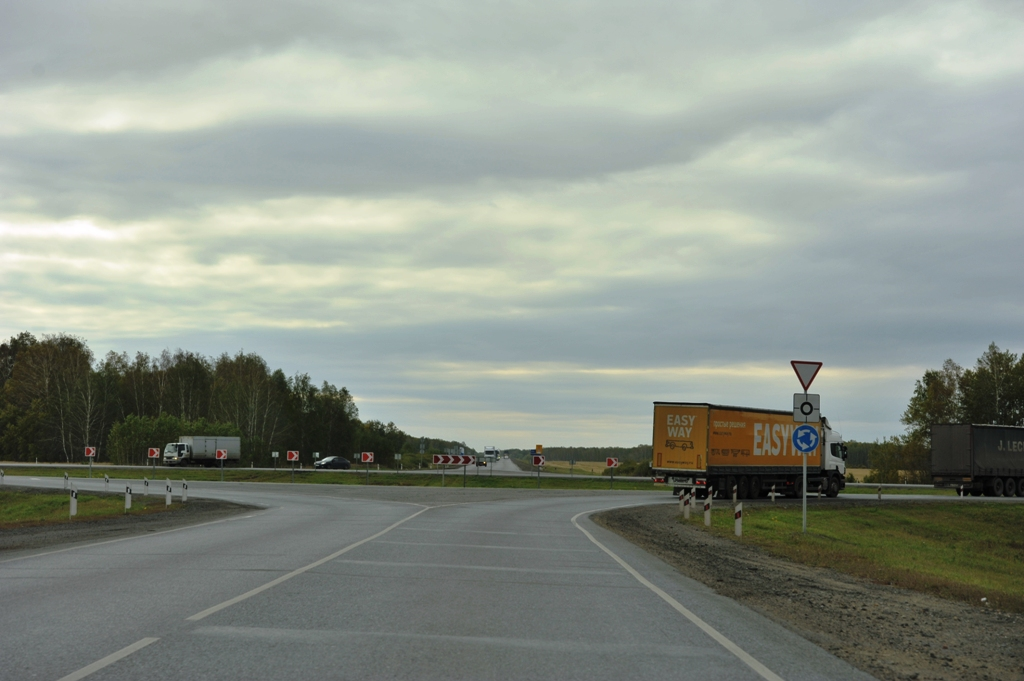
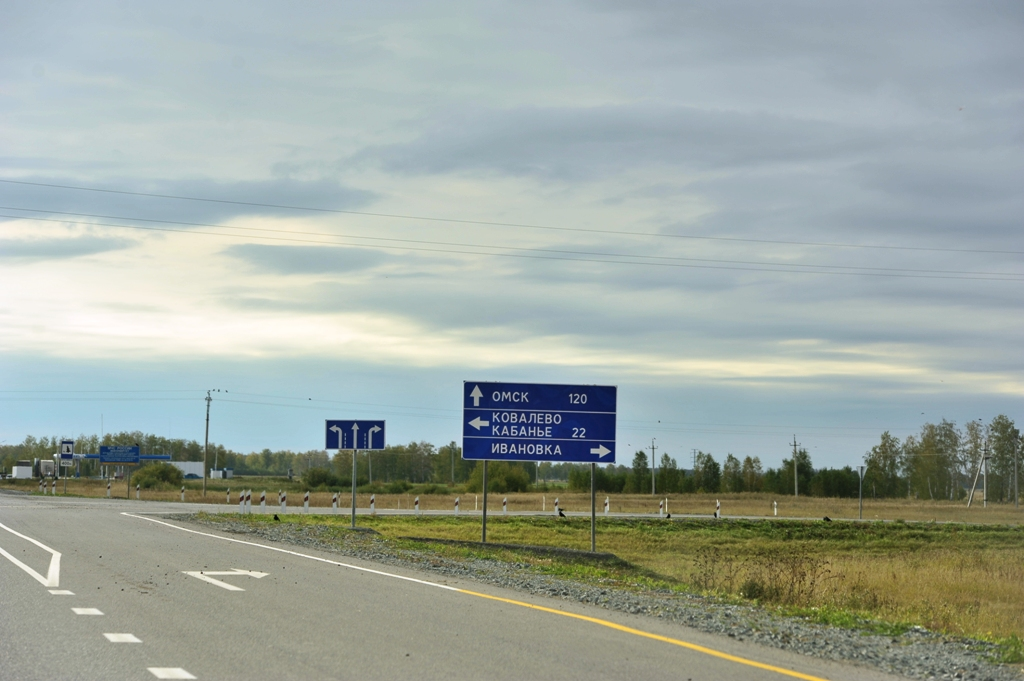
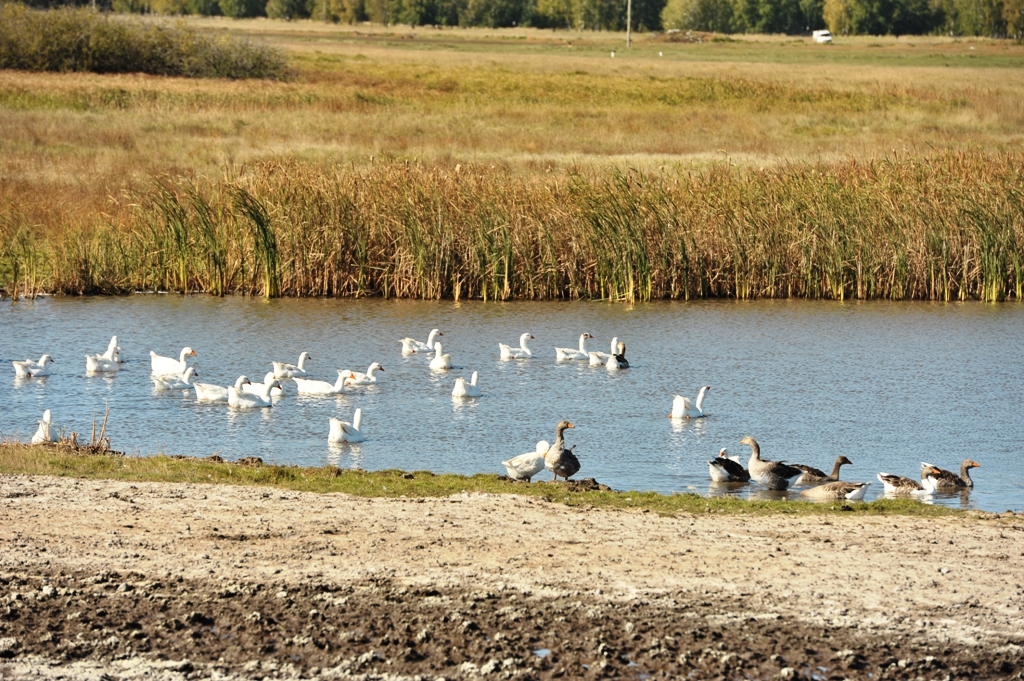
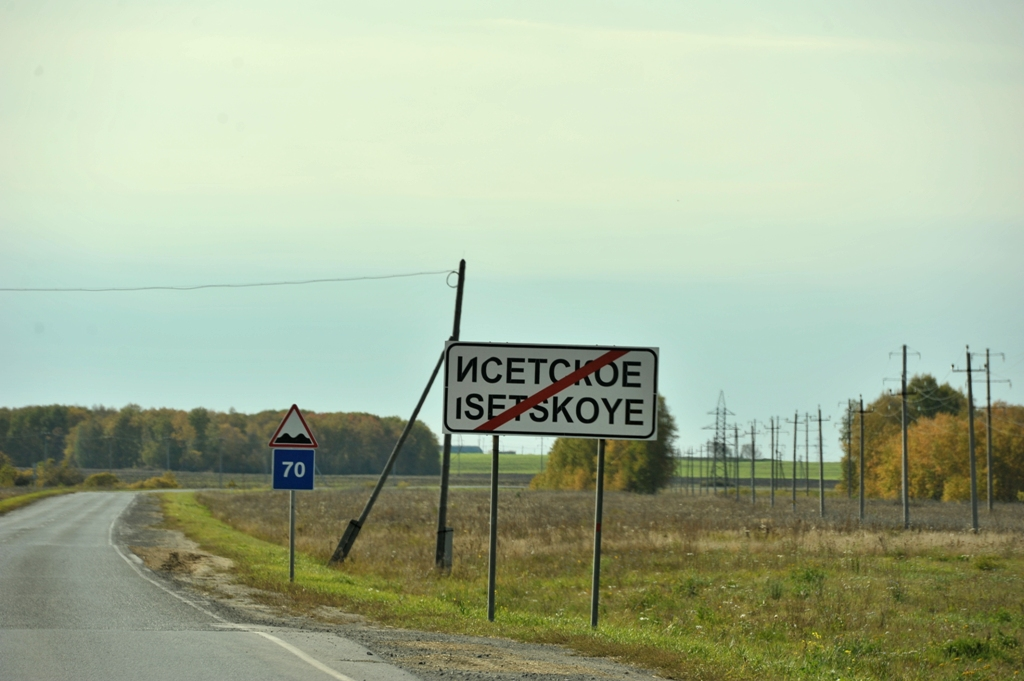
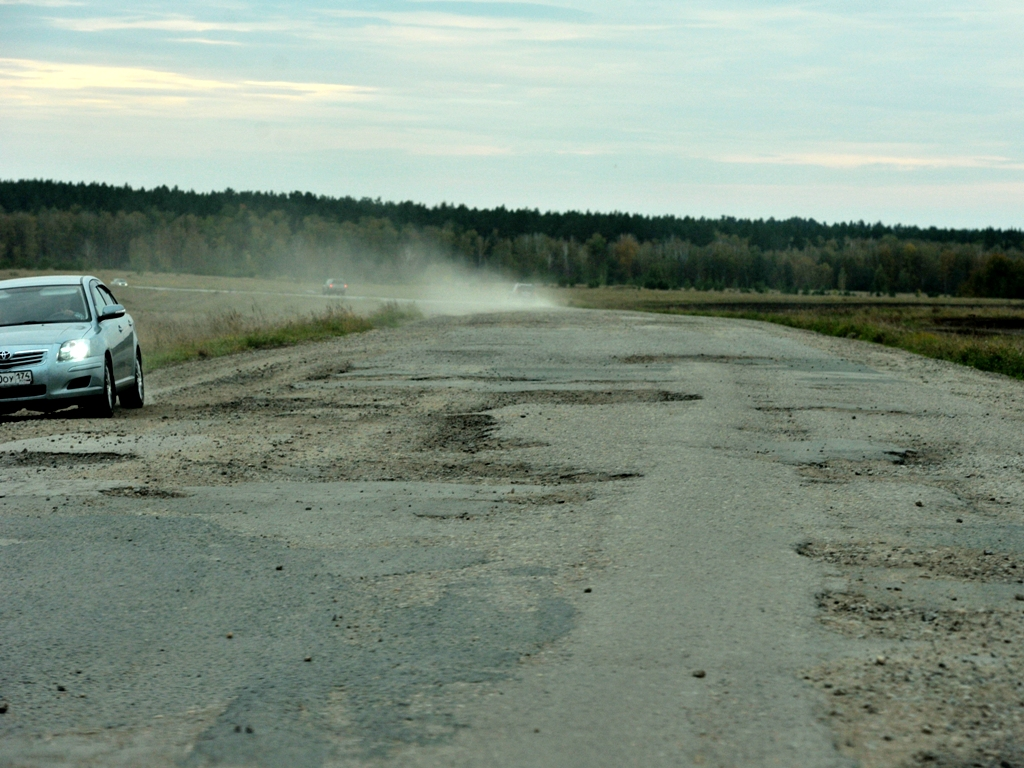
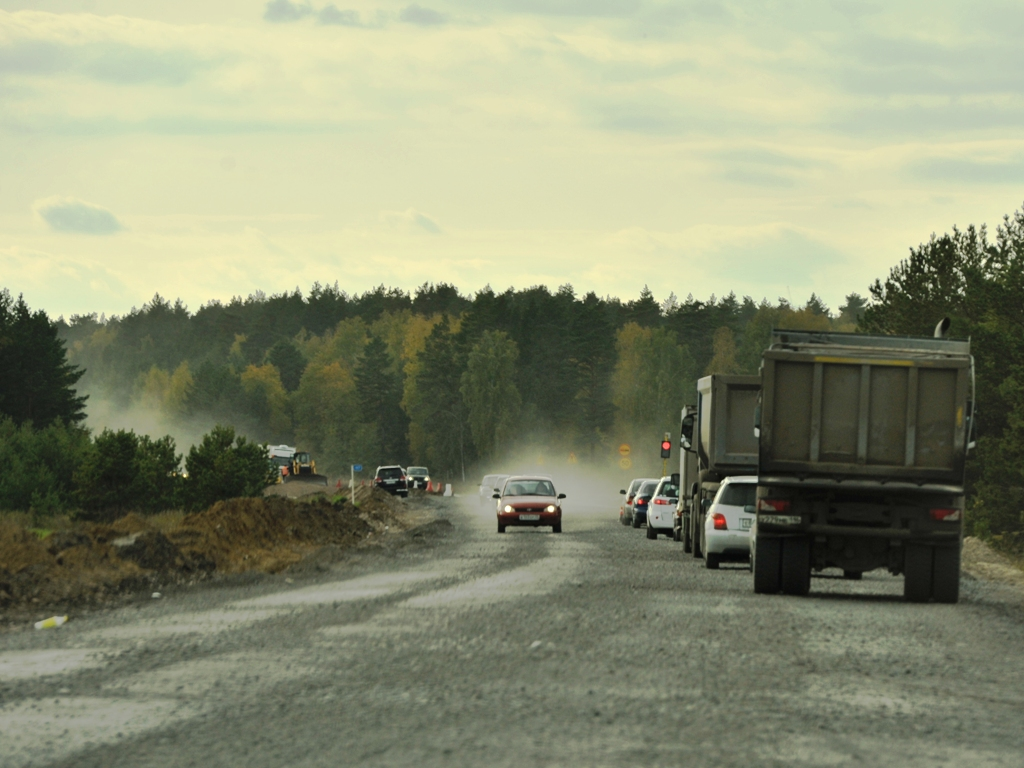
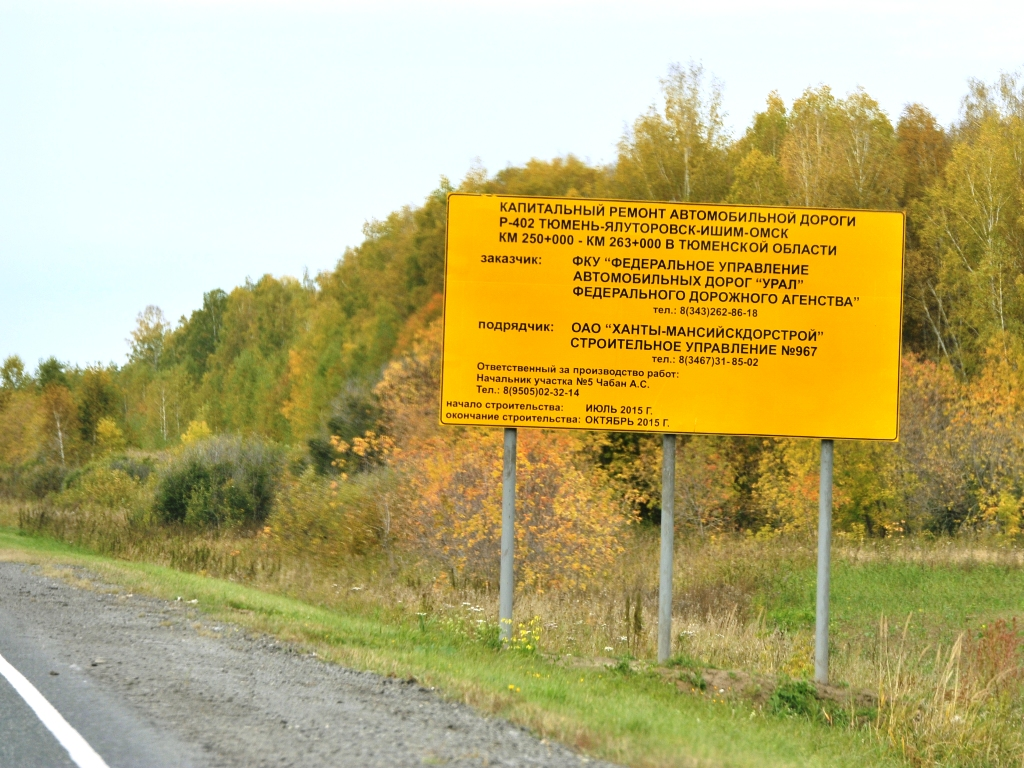
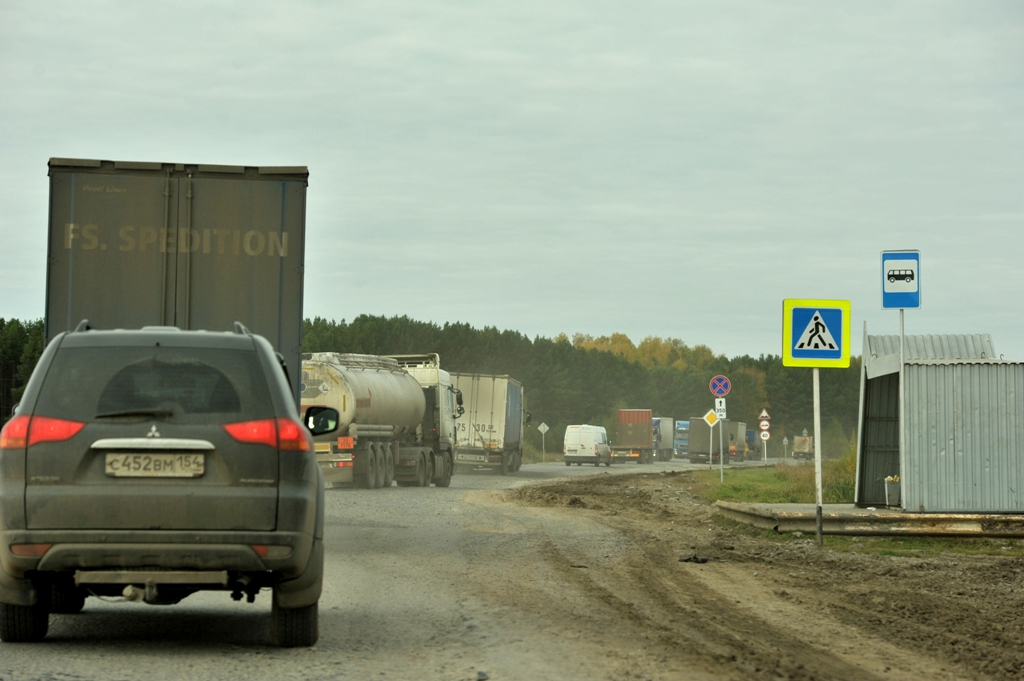
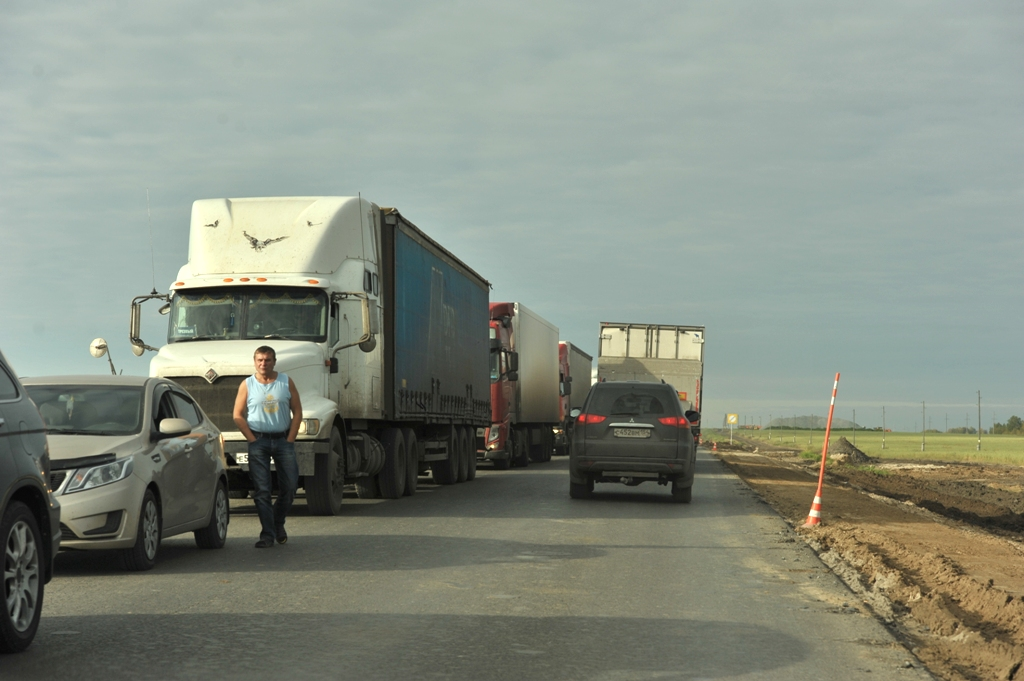
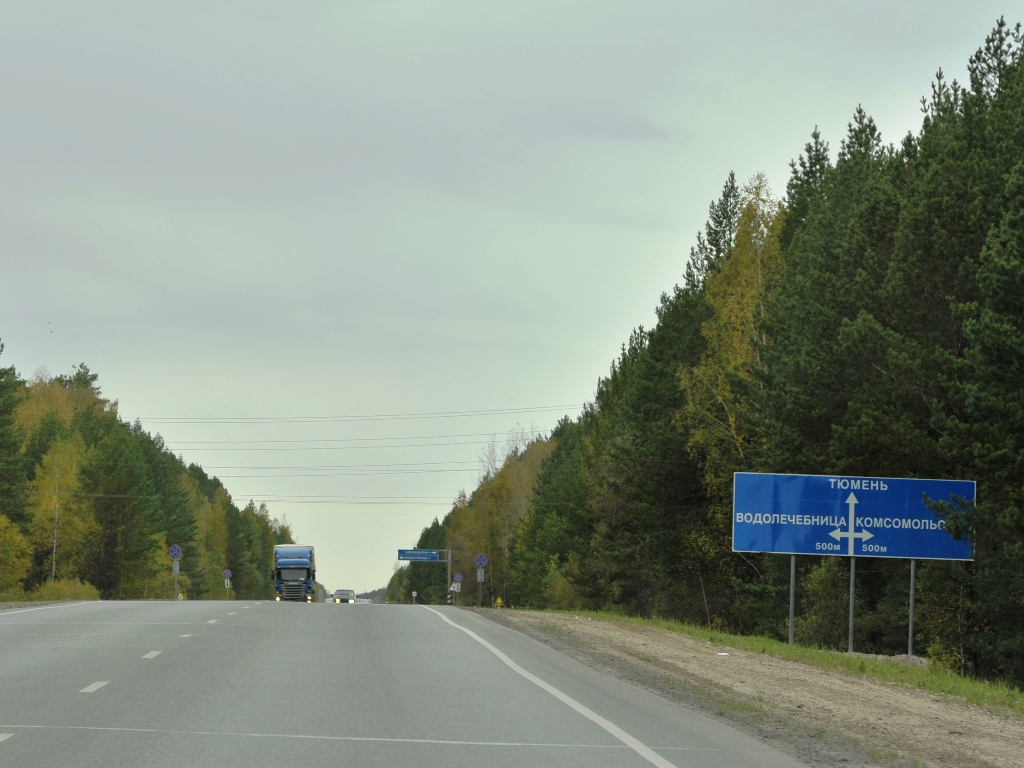
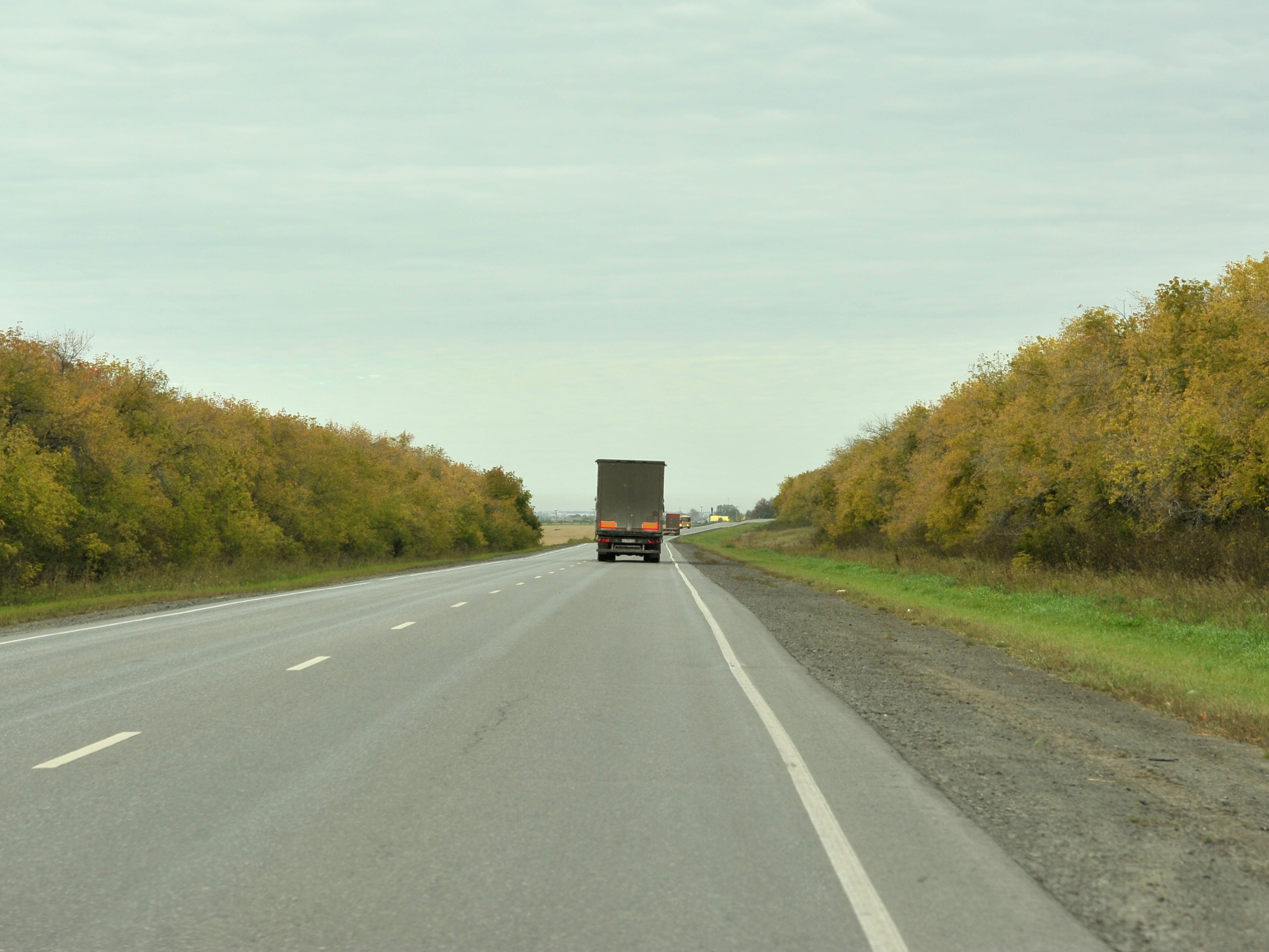